# نمود
نمود (به انگلیسی: aspect) در زبان‌شناسی به مقوله‌ای از فعل گفته می‌شود که نشان‌دهندهٔ چگونگی گسترش عمل در محور زمان است: اینکه آیا عمل به صورت منفرد و لحظه‌ای انجام شده است، یا به صورت مستمر یا مکرر.
برای نمونه در فارسی زمانی که یک عمل در یک دورهٔ زمانی به‌طور پیاپی انجام شده باشد نمود استمراری استفاده می‌شود که نشانهٔ آن پیشوند می- است. 
- نمونه: می‌خوردیم. (در یک دوره، زمانی بیش از یک بار خوردیم).

نشانه‌ای مانند می- فارسی که برای این منظور استفاده می‌شود در زبان‌شناسی «نقش‌نما» نام دارد.
پیشوند ing- انگلیسی که به فعل‌ها می‌چسبد نیز یکی از نقش‌نماها برای نمود است.
مقولهٔ نمود در زبان‌های گوناگون وجود دارد ولی همیشه با یک نشانهٔ تصریفی (نقش‌نما) نشانه‌گذاری نشده‌است. در بسیاری از زبان‌ها نشانهٔ زمان فعل با نشانه نمود آمیخته‌است.
در زبان‌های هندواروپایی مقولهٔ نمود بیشتر در زبان‌های اسلاوی مطرح است زیرا در این زبان‌ها نشانه‌های تصریفی قابل مشاهده‌ای برای نمود وجود دارد.

## گونه‌ها
نمود به دو گونه است:
- نمود دستوری:[۱] در نمود دستوری یک نقش‌نمای دستوری مفهوم نمود را نشان می‌دهد، مانند تکواژ می+(فعل)+ضمیر فاعلی در فارسی.
- نمود واژگانی:[۲] نمود واژگانی مربوط به معنای ذاتی فعل می‌شود. در فعل «باران گرفت» نمود در معنای فعل وجود دارد. یعنی این مؤلفه معنایی است که نمود را می‌رساند.

بنابراین باید در نظر داشت که در سخن از نمود واژگانی که از معنای فعل اصلی جمله ناشی می‌شود مفاهیمی همچون لحظه‌ای یا ایستا بودن افعال مورد بحث قرار می‌گیرد در حالیکه در نمود دستوری سخن از امکانات دستوریِ زبان مانند پیشوندهای تصریفی و فعل‌های معین است که نمود را فرامی‌دهند. به عبارت دیگر میتوان گفت نمود واژگانی تظاهر صوری ندارد گرچه در برخی زبان‌ها نمود واژگانی هم تظاهر صوری دارد.
به نمود دستوری و واژگانی جمعاً نمودینگی گفته می‌شود.